# Cupaniopsis macrocarpa
Cupaniopsis macrocarpa är en kinesträdsväxtart som beskrevs av Ludwig Radlkofer. Cupaniopsis macrocarpa ingår i släktet Cupaniopsis och familjen kinesträdsväxter. Utöver nominatformen finns också underarten C. m. polyphylla.